# Klezmer

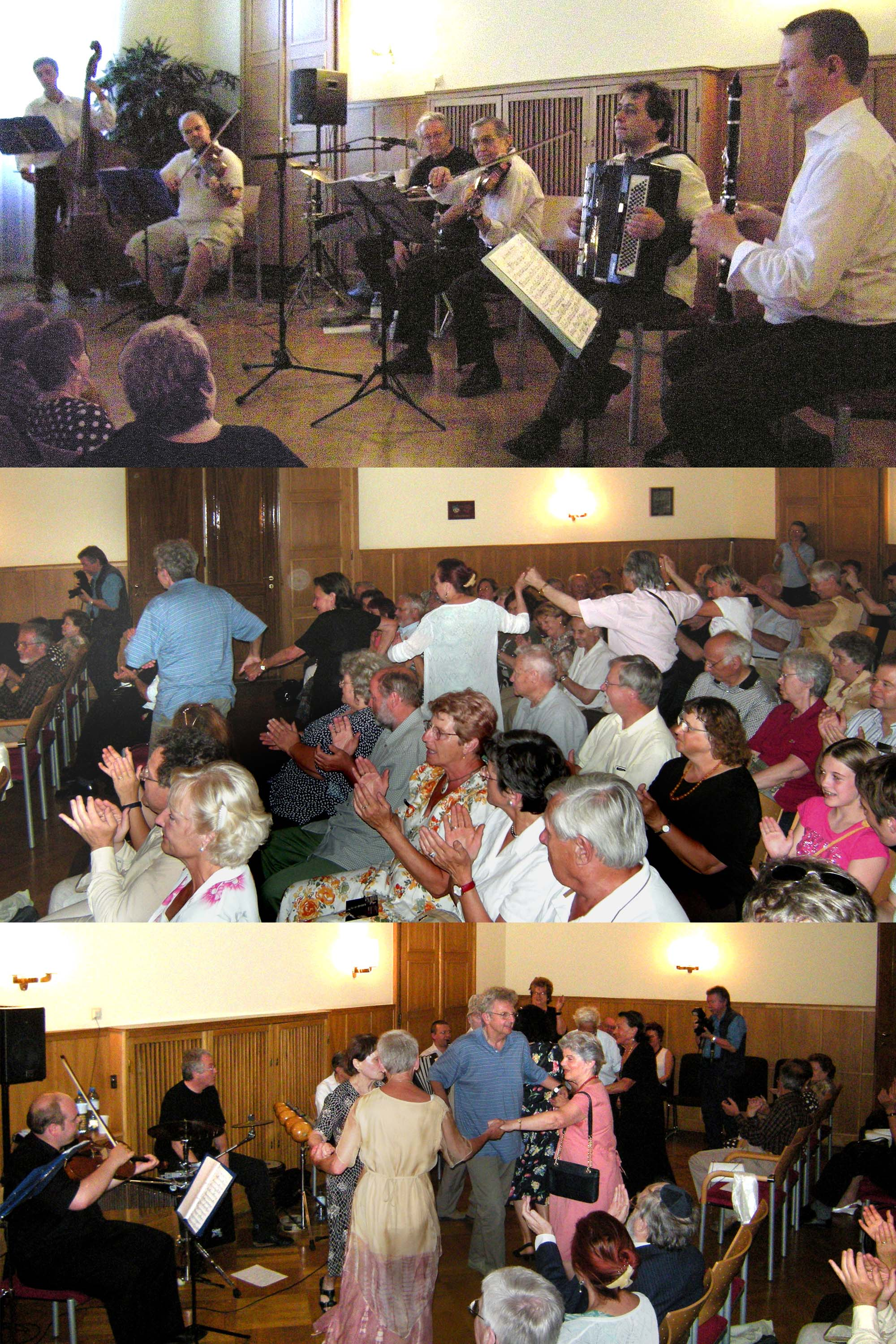
Lebedik un Freilech, Bécs, 2009.

A klezmer kelet-európai jiddis hangszeres tánczene.
A klezmer szó egy régi héber hangszeres zenészt jelentő kifejezésből ered, és főként a kelet-európai zsidó kultúra népzenei együtteseire vonatkozik. E zenéről való ismereteink legfőbb forrása Moses Borowski 1938-ban a Szovjetunióban megjelent műve, a Zsidó hangszeres népzene, továbbá az irodalom és idős zenészek szóbeli közlései, interjúk.
A kelet-európai zsidók körében egyes ünnepek alkalmával, valamint a lengyel, orosz és moldvai urak több napos lakodalmain szívesen meghívott, népszerű együttesek voltak ezek a zenekarok. Mindenféle – zsidó és nem zsidó eredetű – dalokat játszottak a megbízó igényei szerint; frivol tánczenétől az elégikus dalokig. Jiddis nyelven a klezmer minden olyan zenész, aki régi típusú zsidó tánczenét játszott lakodalmakon. A klezmer a 70-es években vált igazán divatossá. Az I. világháború folyamán és -után sok moldvai, lengyel, ukrán zsidó vándorolt ki Amerikába, ezt a zenét ők honosították ott meg.
Az elmúlt évtizedekben szerte a világon divatba jött a klezmer-zene. Magyarországon is jelentős együttesek alakultak, mint például a Budapest Klezmer Band.